# Филиппово (Череповецкий район)
Филиппово — деревня в Череповецком районе Вологодской области.
Входит в состав Воскресенского сельского поселения, с точки зрения административно-территориального деления — в Аннинский сельсовет.
Расстояние до районного центра Череповца по автодороге — 73 км, до центра муниципального образования Воскресенского по прямой — 23 км. Ближайшие населённые пункты — Трофимово, Аннино, Пахотино.
По переписи 2002 года население — 6 человек.